# 파세오 데 라 레포르마

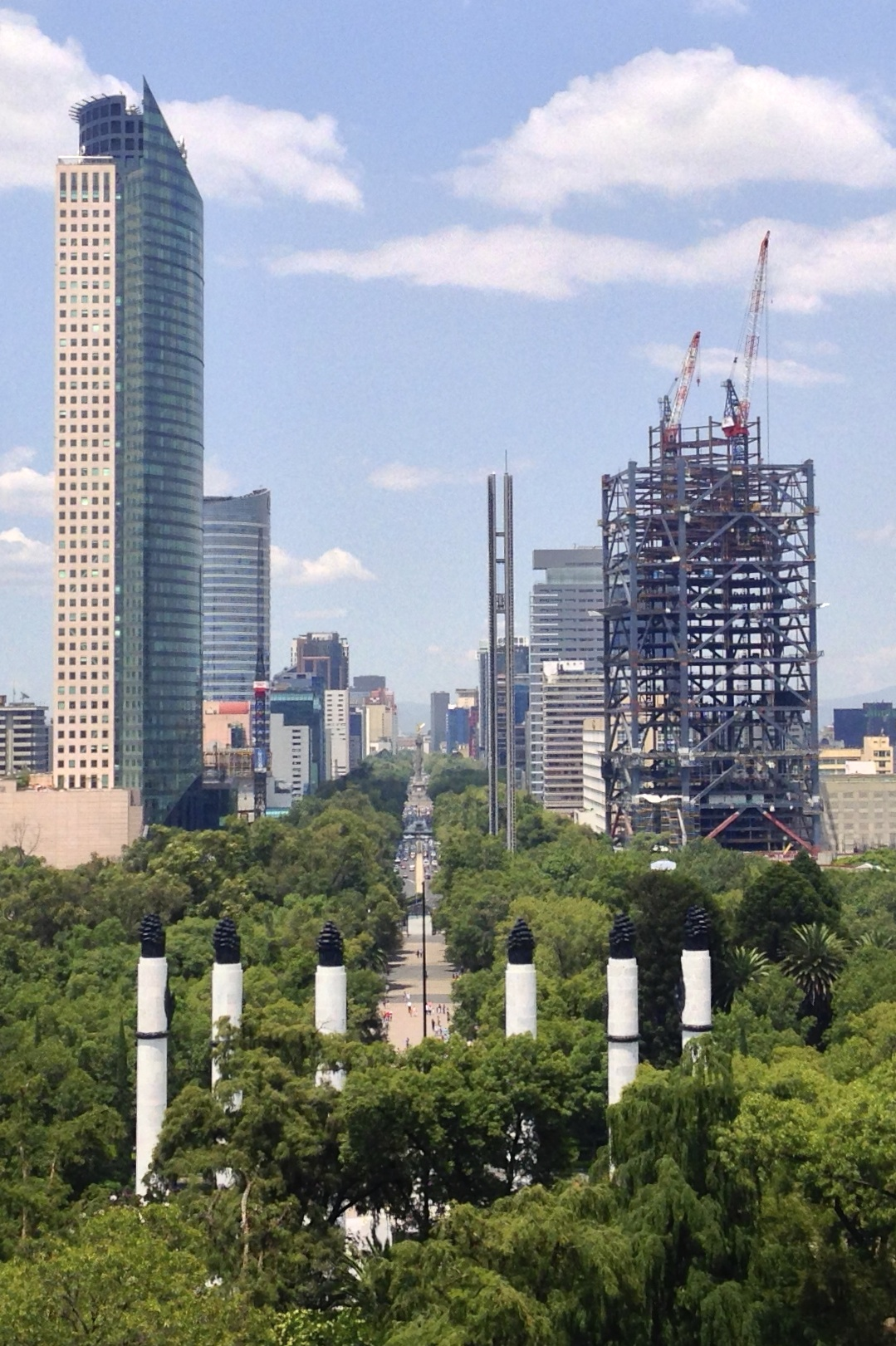
파세오 데 라 레포르마

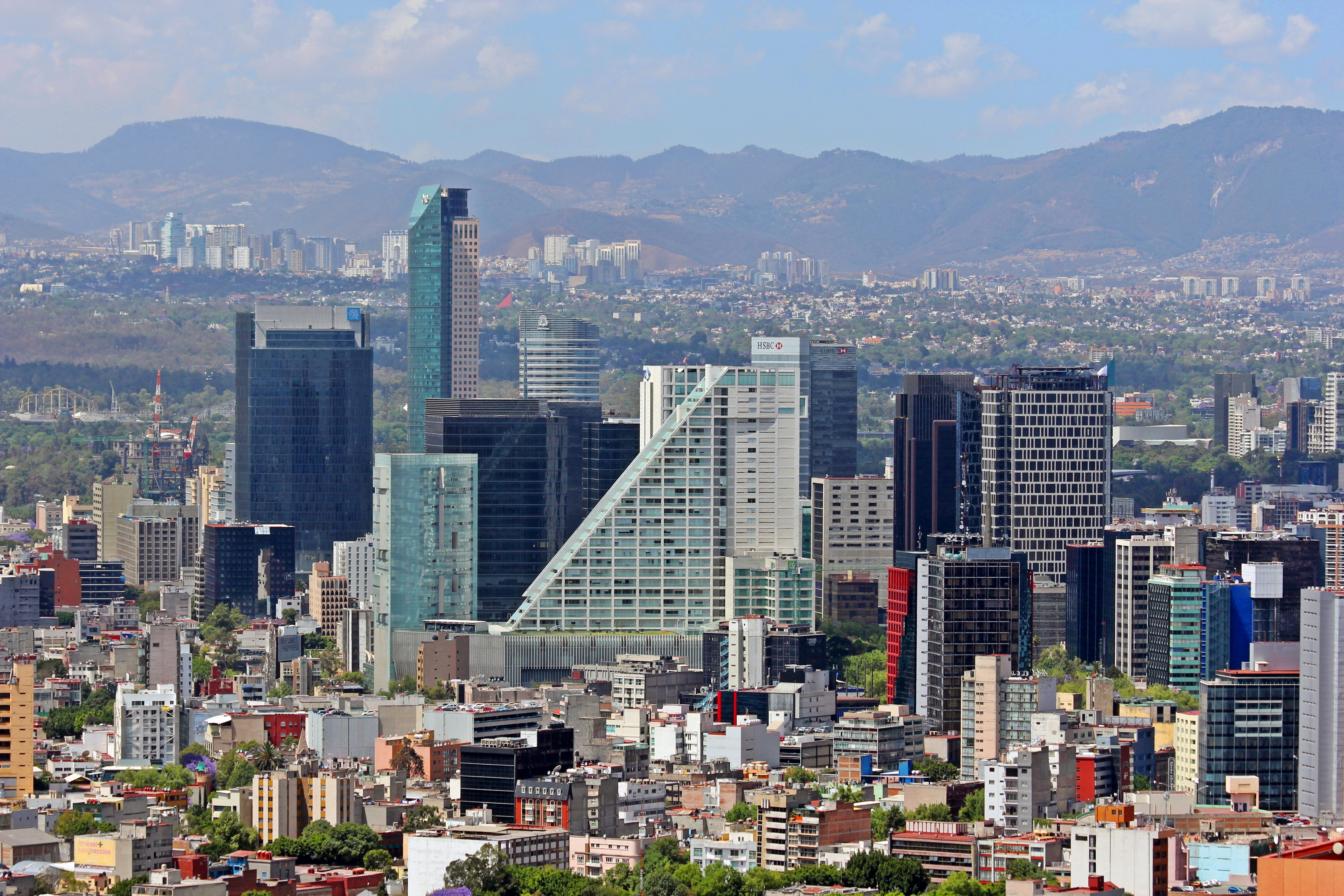
파세오 데 라 레포르마 스카이라인

파세오 데 라 레포르마(스페인어: Paseo de la Reforma→개혁의 길)는 멕시코 멕시코시티에 위치한 긴 거리이다. 빈의 링슈트라세, 파리의 샹젤리제 거리 등의 유럽의 긴 도로를 본따 1860년대 페르디난드 폰 로젠지그가 설계한 것이다.

## 같이 보기
- 파울리스타 대로